# Регенеративний цикл
Регенеративний цикл — цикл паротурбінної установки, в якому живильна вода до її надходження в котельний агрегат піддається попередньому нагріванню парою, відібраною з проміжного ступеня парової турбіни. Підігрів реалізується за допомогою спеціального теплообмінника — регенеративного підігрівача.

## Значення циклу
Збільшення ККД при застосуванні регенерації становить 10-15%. При цьому економія теплоти в циклі зростає з підвищенням початкового тиску p1 пари. Це пов'язано з тим, що з підвищенням p1 збільшується температура кипіння води, а отже підвищується кількість теплоти, яку можна підвести до води при підігріві її відпрацьованою парою. В даний час регенеративний підігрів застосовується на всіх великих електростанціях.